# لبنیات کثیف
بر اساس منابع موجود، نیوزیلند یکی از بزرگ‌ترین صادرکنندگان محصولات لبنی در جهان است و صنعت دامداری نقش مهمی در اقتصاد این کشور دارد. با این حال، گسترش دامداری‌های صنعتی باعث افزایش آلودگی نیترات در آب‌های زیرزمینی شده و برخی رودخانه‌ها و دریاچه‌ها را با پدیده شکوفایی جلبکی مواجه کرده است. این مسئله نه‌تنها اکوسیستم‌های آبی را تهدید می‌کند، بلکه سلامت عمومی را نیز تحت تأثیر قرار می‌دهد، در سال‌های اخیر، دولت نیوزیلند مقررات سخت‌گیرانه‌تری برای کنترل آلودگی ناشی از دامداری‌های لبنی وضع کرده است. از جمله محدودیت در استفاده از کودهای شیمیایی و تشویق به استفاده از روش‌های پایدار در کشاورزی. برخی شرکت‌های لبنی نیز به سمت مدیریت پایدار منابع طبیعی حرکت کرده‌اند تا اثرات منفی زیست‌محیطی خود را کاهش دهند، کمپین شورای ماهی و شکار نیوزیلند که در سال ۲۰۰۲ آغاز شد، یکی از مهم‌ترین تلاش‌های عمومی برای مقابله با تأثیرات زیست‌محیطی دامداری‌های لبنی بود. این کمپین با هدف افزایش آگاهی عمومی دربارهٔ آلودگی آب‌های شیرین ناشی از دامداری‌های صنعتی، توجه رسانه‌ها و سیاست‌گذاران را به این مسئله جلب کرد، یکی از دستاوردهای کلیدی این کمپین، ایجاد توافق‌نامه لبنیات و جریان‌های پاک در سال ۲۰۰۳ بود، که یک توافق داوطلبانه میان فونترا، وزارت محیط زیست، وزارت کشاورزی و جنگلداری، و شوراهای منطقه‌ای محسوب می‌شد. این توافق‌نامه در سال ۲۰۱۴ جای خود را به توافق‌نامه لبنیات پایدار: آب داد، که بر مدیریت بهتر منابع آبی و کاهش آلودگی تمرکز داشت، این کمپین همچنین باعث شد که مقررات سخت‌گیرانه‌تری برای کنترل تخلیه پساب‌های دامداری وضع شود و برخی از کشاورزان متخلف تحت پیگرد قانونی قرار بگیرند
این کمپین منجر به ایجاد توافقنامه لبنیات و جریان‌های پاک در سال ۲۰۰۳ شد، توافقی داوطلبانه بین فونترا، وزارت محیط زیست، وزارت کشاورزی و جنگلداری و شوراهای منطقه‌ای. در سال ۲۰۱۴، توافق‌نامهٔ لبنیات و جریان‌های پاک جای خود را به توافق‌نامهٔ لبنیات پایدار: آب داد.

## اثرات
شیوه‌های فشرده دامداری منجر به آلودگی آب ناشی از پساب گاو در بسیاری از نهرها و رودخانه‌های نیوزیلند شده است. رودخانه وایکاتو سابقه طولانی در آلودگی آب داشته و اکنون از نظر مقررات بهداشتی برای تماس با انسان، فاقد اعتبار است. این رودخانه از منطقه بسیار حاصلخیز وایکاتو عبور می‌کند، جایی که دامداری یک کاربری رایج در زمین است. اخیراً، رودخانه ماناواتو به دلیل سطح بالای آلودگی در رسانه‌ها مورد توجه قرار گرفته است. دریاچه السمیر / تِ وایهورا از دهه ۱۹۷۰ به دلیل فعالیت‌های کشاورزی در این منطقه دچار پدیده اوتروفیکاسیون شده است، دریاچه تائوپو از بودجه دولتی برای مهار آلودگی برخوردار بوده است و دریاچه‌های روتوروا به شدت آلوده هستند. یک مطالعه با استفاده از داده‌های کیفیت آب از سال ۱۹۹۶ تا ۲۰۰۲ نشان داد که اکثریت قریب به اتفاق رودخانه‌ها و نهرهای دشت که از میان زمین‌های کشاورزی عبور می‌کنند، آلوده هستند.

## پیگردهای قانونی
تعدادی پیگرد قانونی به دلیل لبنیات کثیف وجود داشته است. در طول یک دوره چهار ساله از ژوئیه ۲۰۰۸ تا ژوئن ۲۰۱۲، حداقل ۱۵۱ مورد پیگرد قانونی شامل ۳۰۰ اتهام به دلیل تخلیه غیرقانونی پساب لبنیات انجام شد. جریمه‌های دادگاه محیط زیست در این دوره در مجموع ۳٫۲ میلیون دلار نیوزیلند بود.
برخی از موارد قابل توجه عبارتند از:
- در ژوئن ۲۰۰۸، بسیاری از کشاورزان و شرکت‌های ساوت اوتاگو تحت قانون مدیریت منابع به دلیل تخلیه غیرمجاز پساب تحت پیگرد قانونی قرار گرفتند. متهمان توسط دادگاه محیط زیست محکوم شدند.[۷]
- در آگوست ۲۰۰۸، شورای منطقه‌ای ساحل غربی، مسئول تنظیم کیفیت آب، توسط هیئت بهداشت ناحیه ساحل غربی به سهل‌انگاری در رعایت نکردن استانداردهای آب آشامیدنی توسط هیچ منبع آب رسمی متهم شد.[۸]
- خانواده کرافار، علاوه بر اینکه به ظلم به حیوانات متهم شده بودند، طی سه سال هفت بار تحت پیگرد قانونی قرار گرفتند تا اینکه مزارع آنها در اکتبر ۲۰۰۹ به بخشودگی محکوم شد. در سال ۲۰۱۰، به دلیل ورود فاضلاب به آبراهی در نزدیکی شهر بولز، جریمه‌ای ۴۵۰۰۰ دلاری برای خانواده کرافار و شیردوش آنها صادر شد.[۹]
- در سال ۲۰۱۰، شرکت واتاروا پوتائه و شرکت ون در پوئل لیمیتد به دلیل تخلفات مکرر در تخلیه پساب، به پرداخت ۱۲۰ هزار دلار جریمه محکوم شدند که احتمالاً سنگین‌ترین جریمه از این نوع تا آن زمان بود. در سال ۲۰۰۸، به این شرکت اخطاریه‌هایی برای کاهش رواناب پساب سه مزرعه صادر شده بود. فاضلاب وارد شاخه‌های فرعی رودخانه واتاروا شده بود.[۱۰]
- در آوریل ۲۰۱۹، یک شرکت کشاورزی در کمبریج و یکی از مدیران آن طبق قانون مدیریت منابع (RMA) به هشت اتهام محکوم و در مجموع ۱۳۱٬۸۴۰ دلار جریمه شدند. یکی از مدیران آن، داوسون کریگ پولاک، در سال‌های ۱۹۹۳ و ۲۰۰۱ به دلیل تخلفات مشابه تحت پیگرد قانونی قرار گرفته بود[۱۱]
- آرون جان میلر، کشاورز اهل وایکاتو، و شرکت او، Ondaedge Farms Ltd، در اوت ۲۰۱۹ به دلیل تخلیه پساب لبنی به محیط زیست، محکوم و ۳۰٬۰۰۰ دلار جریمه شدند.[۱۲]

## قانون‌گذاری و مقررات
- قانون مدیریت منابع ۱۹۹۱

## برای مطالعهٔ بیشتر
- Deans, Neil; Kevin Hackwell (October 2008). "Dairying and Declining Water Quality" (PDF). Forest and Bird, Fish and Game. Retrieved 24 April 2010.